# Judge Dread
Judge Dread, pravým jménem Alexander Minto Hughes (2. května 1945 – 13. března 1998) byl anglický reggae a ska umělec.
Byl prvním bílým interpretem jamajského reggae. Je znám především díky svým sprostým, sexuálně zaměřeným textům. Je také zapsán v Guinnessově knize rekordů za nejvíc zákazů hraní na stanici BBC. Svoji přezdívku si získal díky své mohutné postavě, ještě za doby kdy pracoval jako DJ a pouštěl jamajskou hudbu. Za mix pultem vypadal velmi respektuhodně, proto se mu začalo říkat Soudce Strach (=Judge Dread).
V roce 1998 zemřel na infarkt při vystoupení v Penny Theatre v Canterbury Anglii.
Poslední věta kterou řekl před smrtí byla: „Let's hear it for the band“.

## Historie
Alex Hughes původně pracoval jako vyhazovač v londýnských klubech ve West Endu, kde později potkal jamajské hudební hvězdy jako Laurela Aitkena, Prince Bustera a Dereka Moragana, které doprovázel ze šaten na pódio .

## Diskografie

### Singly
- „Big Six“ (1972)
- „Big Seven“ (1972)
- „Big Eight“ (1973)
- „Je t'aime... moi non plus“ (1975)
- „Big Ten“ (1975)
- „Christmas In Dreadland“ / „Come Outside“ (1975)
- „The Winkle Man“ (1976)
- „Y Viva Suspenders“ / „Confessions Of A Bouncer“ (1976)
- „5th Anniversary“ (1977)
- „Up With The Cock“ / „Big Punk“ (1978)
- „Hokey Cokey“ / „Jingle Bells“ (1978)

### Alba
- Dreadmania: It's All In The Mind (1972, Trojan)
- Working Class 'Ero (1974, Trojan)
- Bedtime Stories - (1975, Creole) - UK Albums Chart # 26
- Last of The Skinheads (1976, Cactus)
- 40 Big Ones - (1977, Creole) - # 51
- Reggae and Ska - (1980, Cargo Records, Germany)
- Rub a Dub (1981, Creole)
- Not Guilty (1984, Creole)
- Live and Lewd (1988, Skank)
- King Of Rudeness (1989, Skank)
- Never Mind Up With The Cock, Here's Judge Dread (1994, Tring)
- Ska'd For Life (1996, Magnum)
- Dread White and Blue (1996, Magnum)